# Heinrich Lamers
Heinrich Lamers (* 15. August 1864 in Kleve; † 1933 ebenda) war ein deutscher Kirchenmaler.

## Leben

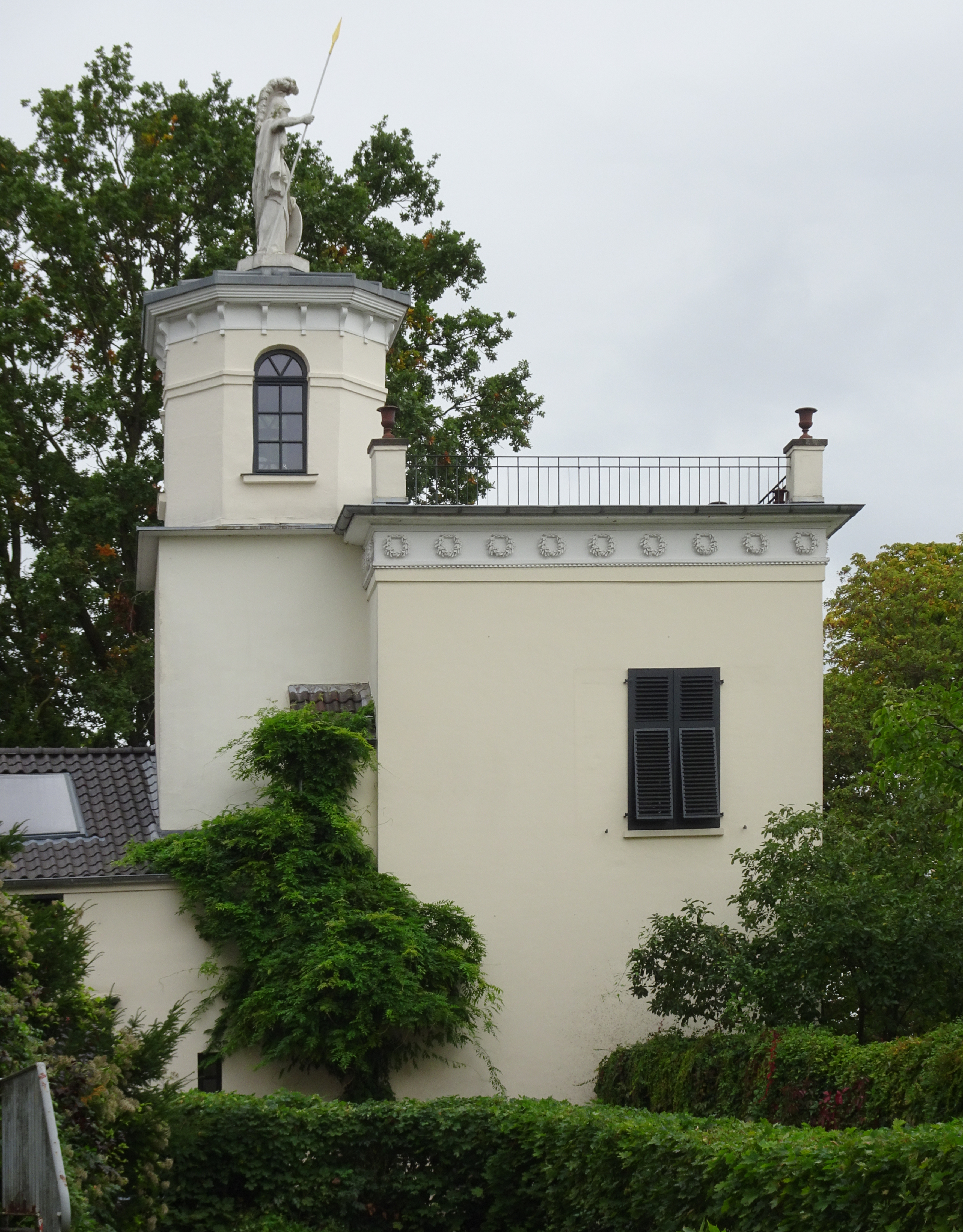
Belvedere des Hauses Koekkoek, 2019

Heinrich Lamers war von 1883 bis 1895 Schüler des Kirchenmalers Friedrich Stummel in Kevelaer, der in seiner spätnazarenischen Malerei vor allem von Ernst Deger und Eduard von Gebhardt beeinflusst und somit ein Spross der Düsseldorfer Malerschule war. Lamers war Stummels erster Lehrling. Später ging auch Lamers’ jüngerer Bruder Gerhard bei Stummel in die Lehre.
Heinrich Lamers malte zahlreiche Altarbilder für Kirchen in Berlin, Kleve, Düsseldorf (Peterskirche), Duisburg (Liebfrauenkirche und Josefskirche), Essen (Kirche Mariä Empfängnis), Fischeln, Hagen in Westfalen (Marienkirche), Kiel, Köln (Dominikanerkirche), Münster und Wesel (Marienkirche) sowie für Gotteshäuser weiterer Orte. Auch schuf er Kreuzwege, etwa für Bernkastel und Kempen.
1895 heiratete Lamers die Krippenkünstlerin Johanna Vordermayer (1870–1945), die Tochter des Bildhauers Hans Vordermayer (1841–1888) und Schwester des Bildhauers Ludwig Vordermayer. Seine Frau hatte er während eines Studienaufenthalts in München kennengelernt. Das Paar lebte und arbeitete in Kleve, wo es als Atelier das Belvedere des Hauses Koekkoek bezog. Lamers hatte einige Schüler, darunter die Söhne Hanns und Heinz Lamers (1896–1939) sowie die Maler Heinrich Brey (1872–1960), Josef Mooren und Heinz Theis.